# Famille d'Aussaguel
La famille d'Aussaguel de Lasbordes est une famille subsistante de la noblesse française.

## Histoire
La famille d'Aussaguel est une famille subsistante de la noblesse française. Elle appartient à la noblesse de robe. La famille est attestée à partir de la fin du XVIe siècle, et sa filiation remonte jusqu'à Pierre-Bernard d'Aussaguel, consul d'Albi en 1560.
Raymond d'Aussaguel achète une charge au parlement de Toulouse, il se fait appeler « seigneur de Lasbordes » et il fait probablement construire le château de Lasbordes. Au sujet de cette charge anoblissante de conseiller au Parlement de Toulouse qu'il exerce de 1689 à 1726 Gustave Chaix d'Est-Ange écrit qu'elle permet à la famille d'Aussaguel d'être anoblie en 1689,. Régis Valette retient également cette date comme principe de noblesse pour cette famille. Toutefois la charge de conseiller au parlement de Toulouse anoblissait graduellement c'est-à-dire qu'il fallait l'exercer durant deux générations successives. La famille d'Aussaguel a donc été anoblie non en 1689 mais au XVIIIe siècle à l'issue de l'exercice de cette charge par Raymond d'Aussaguel (1689-1726) puis par Balthazar d'Aussaguel de Lasbordes (1727-1775). Il y aura une troisième génération avec Hector d'Aussaguel de Lasbordes, lui aussi conseiller au parlement de Toulouse de 1760 à 1790.
Bruno Tollon écrit que la famille d'Aussaguel est alliée aux plus grandes familles d'Albi, dont celle des Reynès.
Elle acquiert au XVIIIe siècle l'hôtel du Vieux-Raisin à Toulouse et au XIXe siècle, par mariage, le château de Mailhoc.
La famille d'Aussaguel de Lasbordes porte les titres de « comte de Lasbordes » et de « vicomte de Lasbordes » mais elle n'est toutefois pas titrée.

## Filiation
- Guillaume d'Aussaguel, sieur de Lasbordes, avocat. Il épouse Jeanne de Sentous.
  - Raymond d'Aussaguel, sieur de Lasbordes, conseiller du roy en sa cour de parlement de Toulouse. Il épouse Elisabeth Regnaudin.
    - Raymond d'Aussaguel, conseiller au parlement de Toulouse de 1689 à sa mort, en 1726[9]. Il fait enregistrer ses armes dans l'Armorial Général de France. Il épouse Catherine de Boutary.
      - Balthazar d'Aussaguel, comte de Lasbordes, conseiller au parlement de Toulouse de 1727 à 1775. Il épouse Hélène de Maynial.
        - Hector d'Aussaguel de Lasbordes, conseiller au parlement de Toulouse de 1760 à 1790. Il est conduit à Paris sous la Terreur et traduit devant le tribunal révolutionnaire, condamné et exécuté le 6 juillet 1794 avec plusieurs autres membres du parlement de Toulouse. Il épouse Calixte Jacquette Elisabeth d'Aire.
          - Benjamin d'Aussaguel  de Lasbordes (Toulouse en 1785 - Mailhoc en 1865), capitaine des Grenadiers de la région du Tarn. Il épouse le 22 juin 1823 à Rabastens Marie Joséphine Cécile Nathalie de Toulouse-Lautrec.
            - Charles Raymond Louis d'Aussaguel de Lasbordes (1837 à Mailhoc - 1884 à Clairac); lieutenant au 53e régiment d'infanterie. Après une relation avec Marie Eugénie Camille Rivetto, il épouse le 26 janvier 1870 à Amarens Julienne de Genton de Villefranche.
              - (1) Charles Louis Auguste d'Aussaguel de Lasbordes (1867 à Lyon - mort pour la France à Rouvroy-en-Santerre en 1914), lieutenant au 2e régiment de zouaves. Il épouse Marie Thérèse Chauveau le 25 juin 1900 à Bourg-en-Bresse.
                - Charles Jules Édouard d'Aussaguel de Lasbordes (1902-1982), ancien élèce de l'École navale, capitaine de frégate (1952), chef d'état-major de la Marine à Alger (1954-1955), chevalier de l'ordre national de la Légion d'honneur.

              - (2) Marie Gustave Henri d'Aussaguel de Lasbordes (1875 à Amarens - mort pour la France à Cuperly en 1918). Ancien élève de l'École spéciale militaire de Saint-Cyr (promotion Jeanne d'Arc 1893-1895), chef de bataillon, officier de l'ordre national de la Légion d'honneur, croix de guerre avec palme (4 citations), distinguished service order.

## Armoiries
La famille d'Aussaguel porte D'azur à un aigle volant d'argent tenant dans ses serres une toison de même.

## Alliances
Les principales alliances de la famille d'Aussaguel de Lasbordes sont,,, : Reynès, Daires (ou d'Aire de Mailhoc) (1774), Seguin des Hons (ou de Seguin des Hons) (1804 et 1840), de Toulouse-Lautrec (1823), de Genton (ou Genton de Villefranche) (1870), d'Arboussier, de Solan-Bethmale (1865), Dastugue de Soréac de Buzon (1872), Gardey de Soos (1885), Chauveau (1900),  Roth (1906), de Limairac (1955)

## Châteaux & demeures
- Château de Lasbordes (Tarn), construit probablement par Raymond d'Aussaguel, conseiller au parlement de Toulouse (1689-1726)[2] ;
- Hôtel du Vieux-Raisin (Toulouse), acquis au XVIIIe siècle[2] ;
- Château de Mailhoc (Tarn), acquis au XIXe siècle[2] ;
- Château de Clayrac (Tarn), acquis au XIXe siècle.

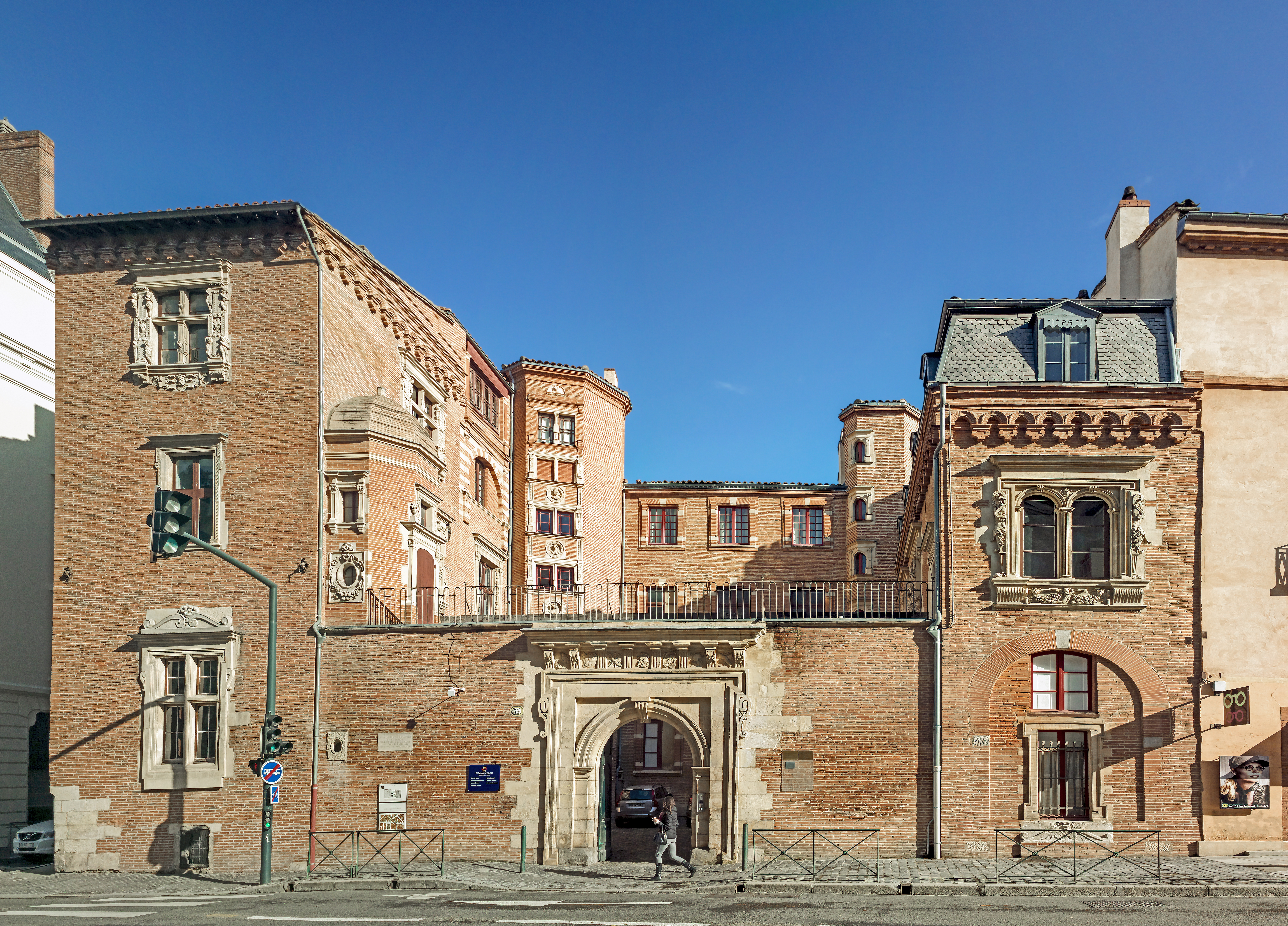
Hôtel du Vieux-Raisin
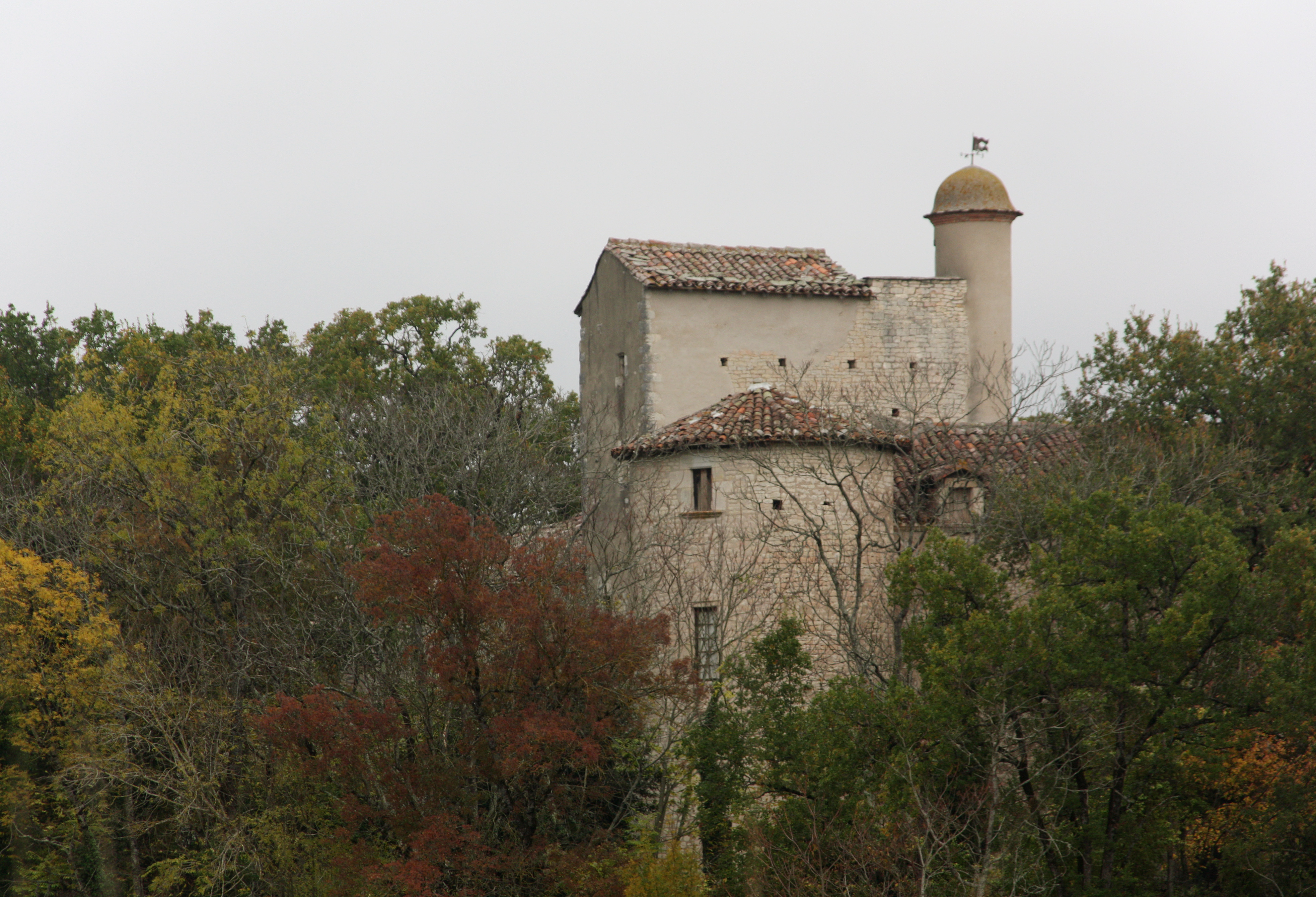
Château de Mailhoc

## Pour approfondir